# Гангстерские войны
«Гангстерские войны» (иер. трад. 新上海灘, упр. 新上海滩, кант.-рус.: Синь шан хай тан, англ. Shanghai Grand) — гонконгский боевик 1996 года режиссёра Мэн Кит Пуна. Главные роли в фильме исполнили Энди Лау, Лесли Чун и Нин Цзин.
Картина получила четыре номинации на 16-й Гонконгской кинопремии.

## Сюжет
Шанхай 1930-х годов. Два главы бандитских группировок решили взять под контроль весь многомиллионный город. Но чем выше они поднимаются по ступеням власти, ведущим к славе и огромным деньгам, тем больше умирает людей.

## В ролях
- Энди Лау — Тинг Лик (丁力)
- Лесли Чун — Хуэй Ман-кен (許文強)
- Нин Цзин — Фун Цзин-цзин (馮程程)
- У Синго[англ.] — Фунг Кинг-ю (馮敬堯)
- Аманда Ли[англ.] — Лай-ман (麗文老師),
- Лау Шун — Дядя Лау (柳叔)

## Награды и номинации
| Награды                     | Награды                             | Награды              | Награды   |
| Кинопремия                  | Категория                           | Лауреат / претендент | Результат |
| --------------------------- | ----------------------------------- | -------------------- | --------- |
| 16-я Гонконгская кинопремия | Лучшая операторская работа          | Пун Хан-Сан          | Номинация |
| 16-я Гонконгская кинопремия | Лучшая работа художника             | Брюс Юй, Ван Хиу-Мин | Номинация |
| 16-я Гонконгская кинопремия | Лучшая работа художника по костюмам | Брюс Юй, Ван Хиу-Мин | Номинация |
| 16-я Гонконгская кинопремия | Лучшая постановка экшена            | Стивен Тун           | Номинация |